# Otterzhofen
Das Kirchdorf Otterzhofen ist ein Ortsteil der im niederbayerischen Landkreis Kelheim gelegenen Stadt Riedenburg.

## Geschichte
Die katholische Filialkirche St. Peter und Paul ist ein kleiner Bau mit gedrungenem Chorturm, im Kern spätgotisch von 1486. Durch die zu Beginn des 19. Jahrhunderts im Königreich Bayern durchgeführten Verwaltungsreformen bildete der Ort die eigenständige Landgemeinde Otterzhofen. Im Zuge der Gebietsreform in Bayern wurde am 1. Januar 1972 die im Landkreis Beilngries gelegene Gemeinde nach Riedenburg eingegliedert.

## Sehenswürdigkeiten
- Kirche St. Peter und Paul mit Friedhofskapelle